# Курица Диван
Курица Диван (англ. Chicken Divan) — запеканка из курятины, которую обычно подают с брокколи и соусом Морне. Была названа в честь места своего изобретения — ресторана Divan Parisien в нью-йоркском отеле Chatham Hotel, где служила фирменным блюдом в начале XX века. Создателем блюда был шеф-повар по имени Лагаси.
Куски отварной или запечённой курицы смешиваются с бланшированной брокколи в сырном соусе, затем всё посыпается топпингом и запекается в духовке. Блюдо в настоящее время обычно готовится с обычным сыром пармезан и остается одной из классических американских запеканок, является неотъемлемой частью простой домашней американской кулинарии. «Быстрая» версия может быть приготовлена из предварительно приготовленных куриных грудок, готового майонеза и консервированного супа. Некоторые версии посыпаны картофельными чипсами.

## История
Есть много рецептов курицы Диван, которые можно найти в кулинарных книгах конца 1950-х — начала 1960-х годов, но их подлинность сомнительна, поскольку оригинальный рецепт держался в секрете. Основываясь на намёках метрдотеля Divan Parisien, блюдо готовится из отварных куриных грудок, брокколи и сырного бешамеля или соуса Морне с яичным желтком.